# غلوريا تابيا
غلوريا تابيا (بالإسبانية: Gloria Tapia)‏ هي موسيقية وملحنة مكسيكية، ولدت في 16 أبريل 1927 في ميتشواكان في المكسيك، وتوفي بنفس المكان في 28 مارس 2008.